# Orthoceras strictum
Orthoceras strictum är en orkidéart som beskrevs av Robert Brown. Orthoceras strictum ingår i släktet Orthoceras och familjen orkidéer. Inga underarter finns listade i Catalogue of Life.

## Bildgalleri

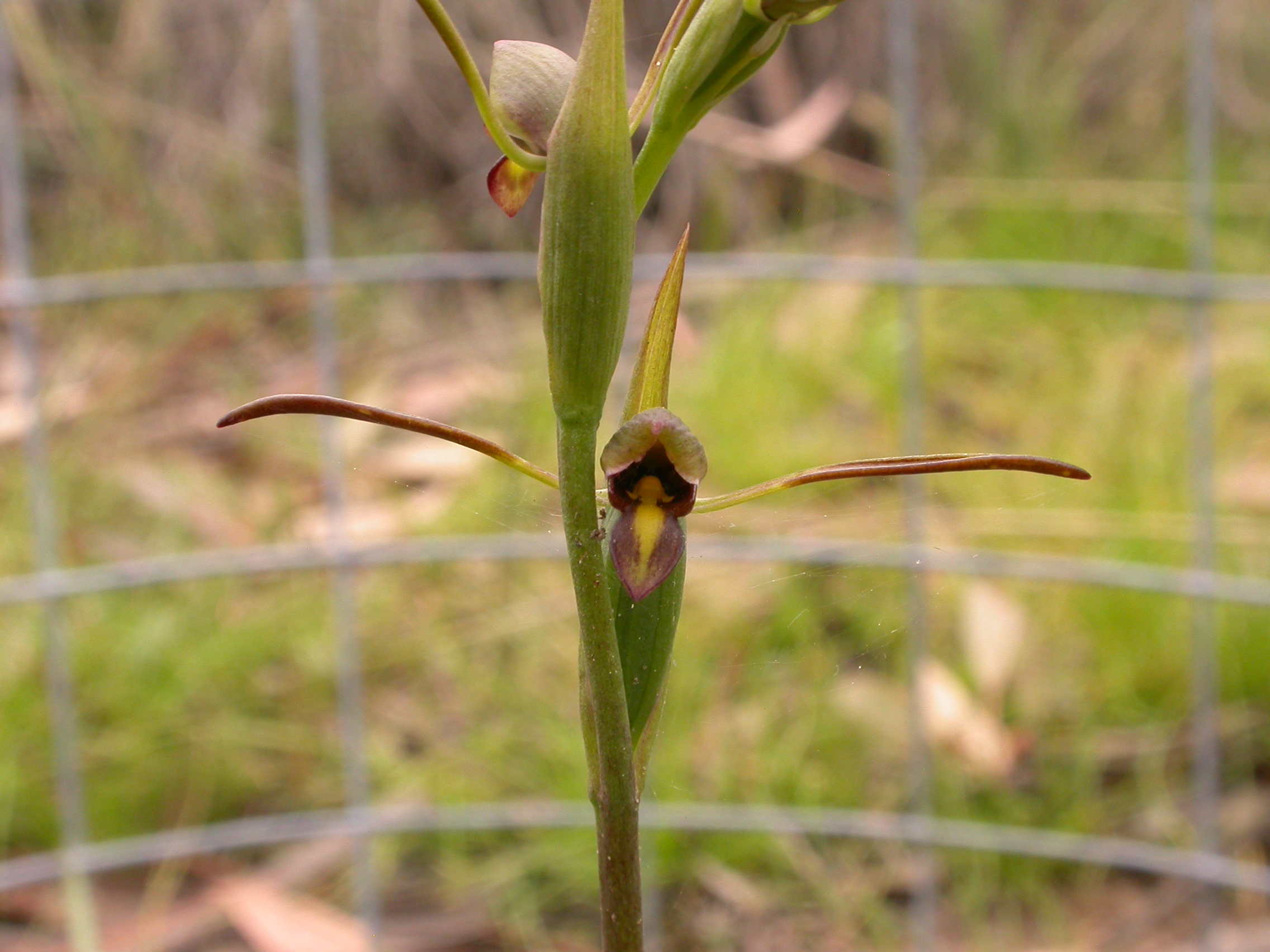
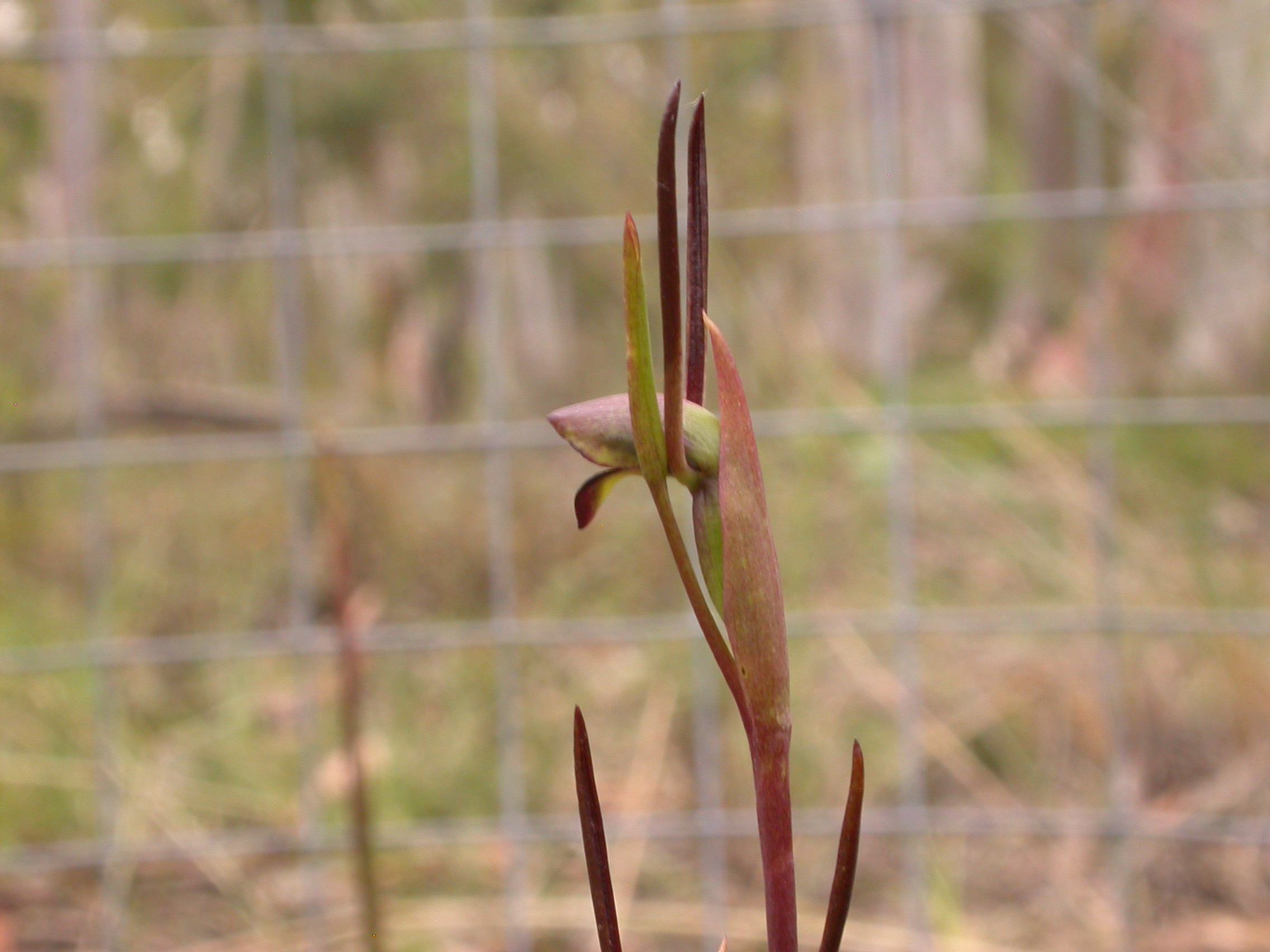
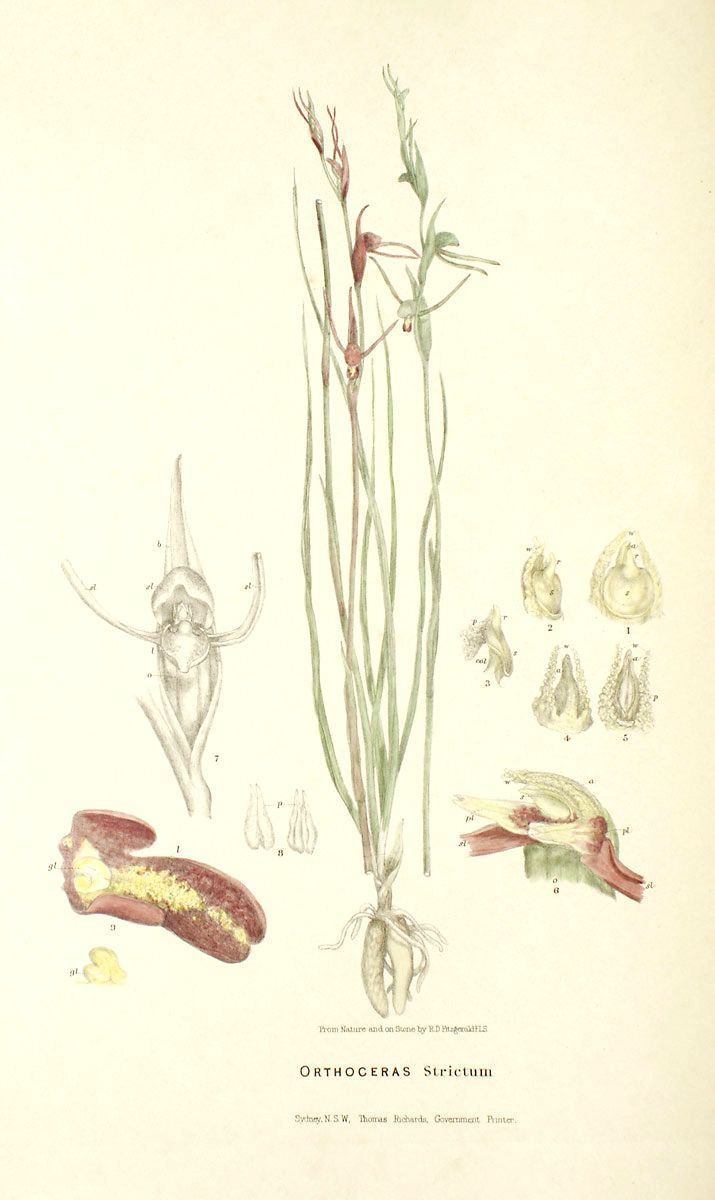